# AwtoWAZ
AwtoWAZ (ros. АвтоВАЗ) – rosyjski producent samochodów, noszący dawniej nazwę WAZ (Wołżskij awtomobilnyj zawod – Wołżańska Fabryka Samochodów, ros. ВАЗ, Волжский автомобильный завод).

## Historia
Na podstawie podpisanej w maju 1966 roku umowy (licencja Fiata 124) w kwietniu 1970 roku ruszyła produkcja samochodu WAZ 2101 Żiguli, sprzedawanego na eksport pod marką Lada. Ten model produkowano aż do 1988 roku. W toku rozwoju konstrukcji powstały dalsze modele tzw. klasycznej linii Łady: WAZ 2103, WAZ 2105, WAZ 2106 i WAZ 2107 oraz kombi WAZ 2102 i WAZ 2104.
Następnie wytwarzano: mały terenowy model Łada Niva z 1977 roku, popularny samochód osobowy klasy kompakt Łada Samara z 1984 r., WAZ 2110 (w Polsce znany jako Łada 110) z 1996 r. i Nadieżda z 1997 roku. Na salonie moskiewskim w 2002 r. został zaprezentowany m.in. model 2151 Classic (kombi). Najnowszym modelem zakładów AwtoWAZ jest Łada Vesta.
W latach 1970–2004 samochody sprzedawane były na rynek wewnętrzny pod oznaczeniem WAZ i marką Żyguli (ros. Жигули) lub Sputnik (w przypadku modeli linii Samara). Od 1971 roku na eksport i od 2004 roku w Rosji pojazdy te są oferowane pod marką Lada (polską transkrypcją rosyjskiej nazwy Лада jest Łada, natomiast oficjalnie przez producenta stosowana jest międzynarodowa latynizacja Lada).
Spółki Lada.Bronto, RosLada (od 1998 roku ze współudziałem Grupy „SOK” i AwtoWAZu), Super Auto tworzą koncern AwtoWAZ (АВТОВАЗ), który w roku 2004 wyprodukował 818 031 samochodów osobowych pod markami Lada i SeAZ. Pojazdy te wytwarzane są poza Rosją obecnie w 5 krajach: na Ukrainie, w Ekwadorze, Egipcie, Kazachstanie i Urugwaju (w latach 2003–2004).
Producent jest głównym sponsorem klubu hokejowego Łada Togliatti.

## Galeria

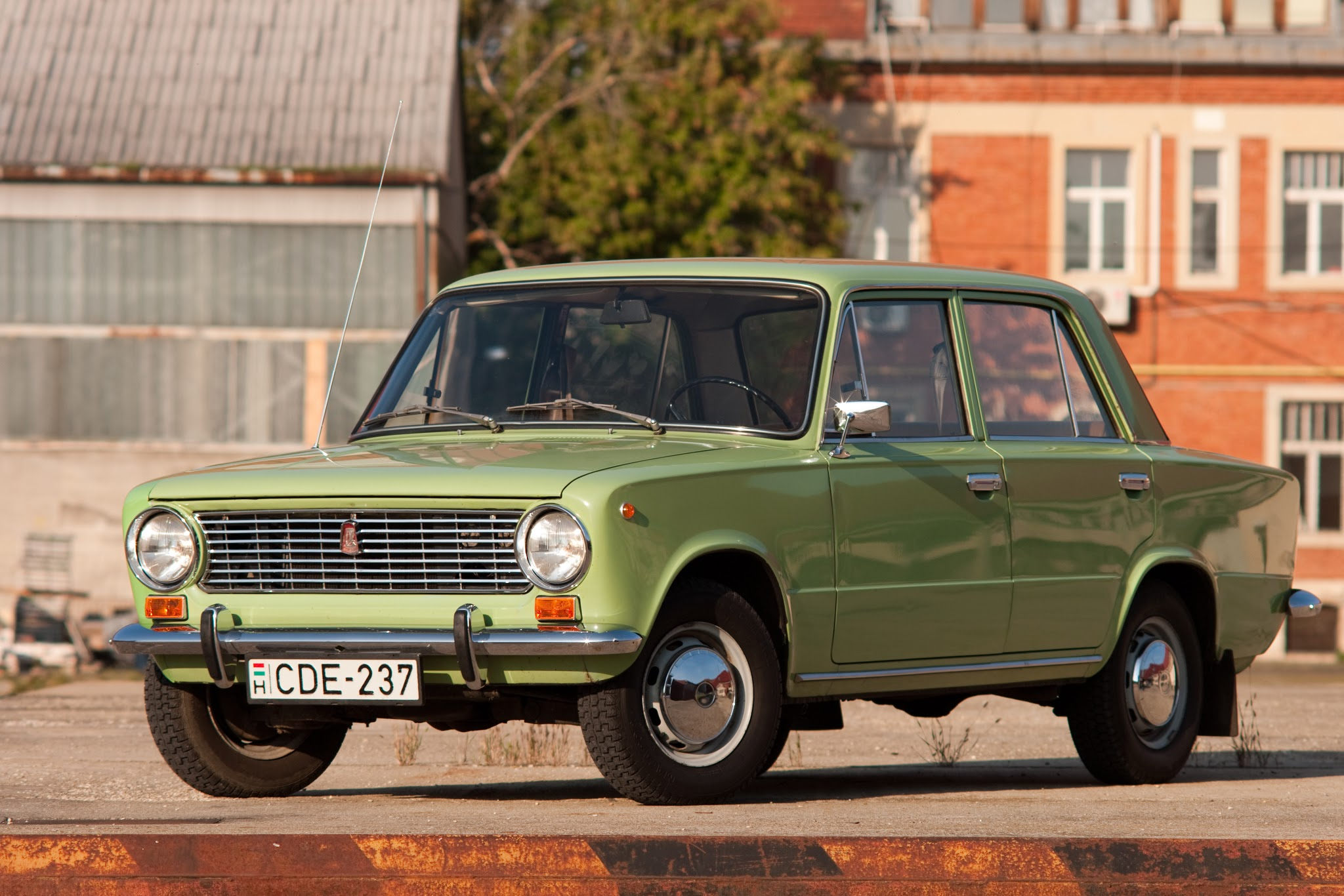
WAZ 2101 (Łada 2101)
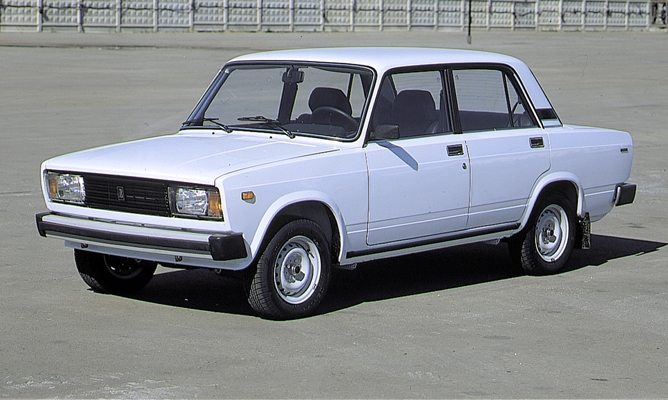
WAZ 2105 (Łada 2105)
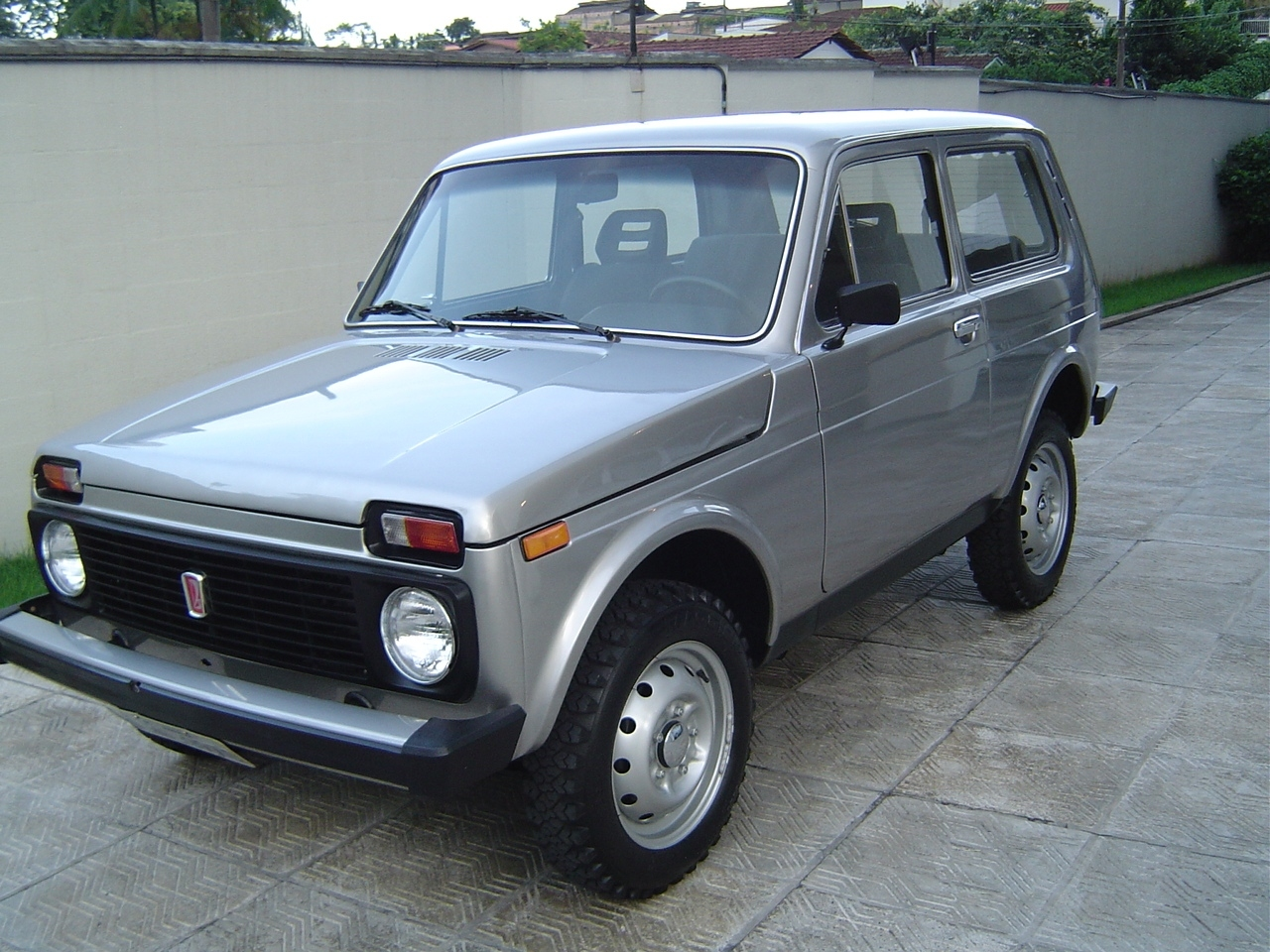
WAZ 2121 (Lada Niva)
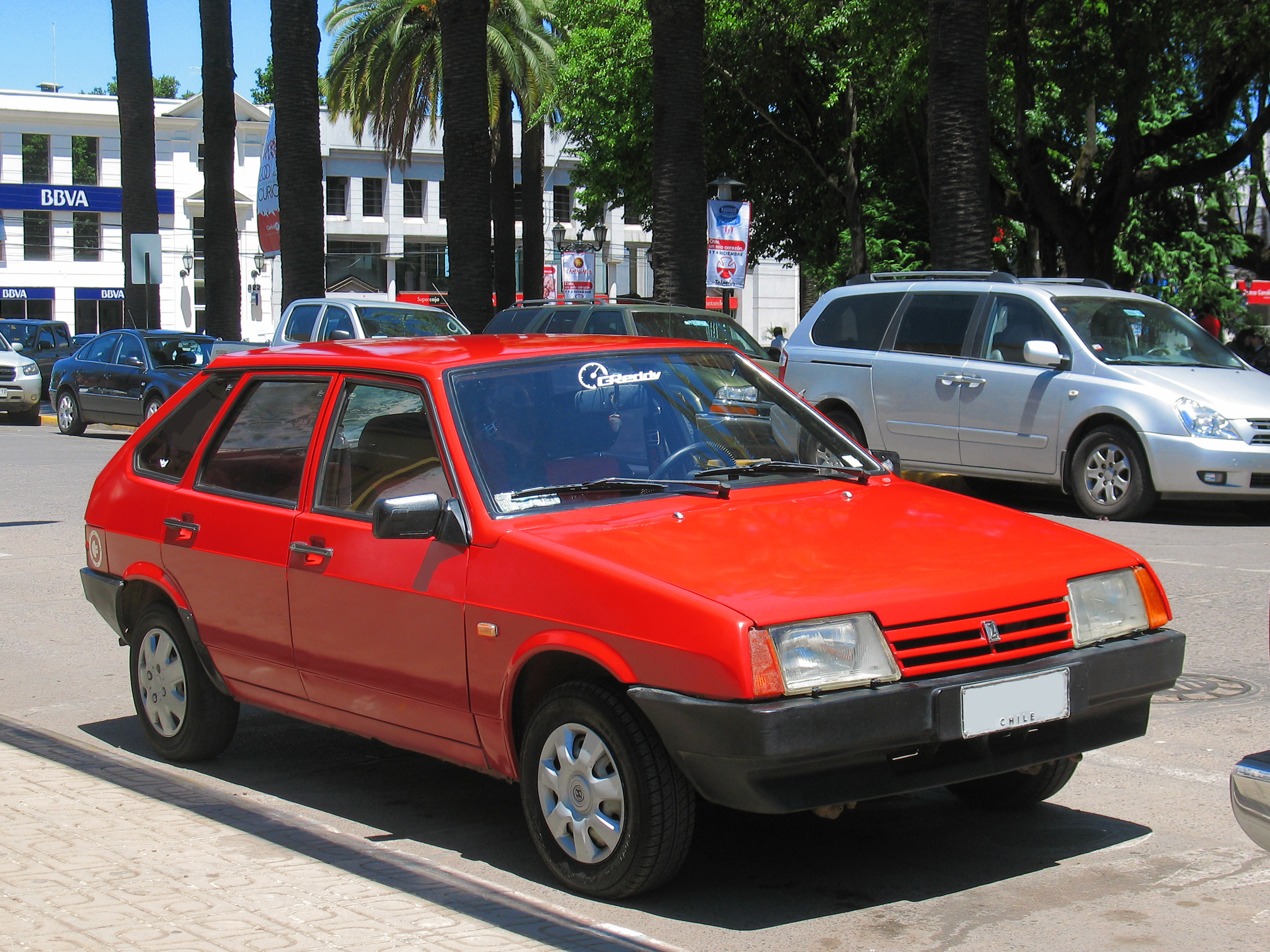
WAZ 2109 (Lada Samara)
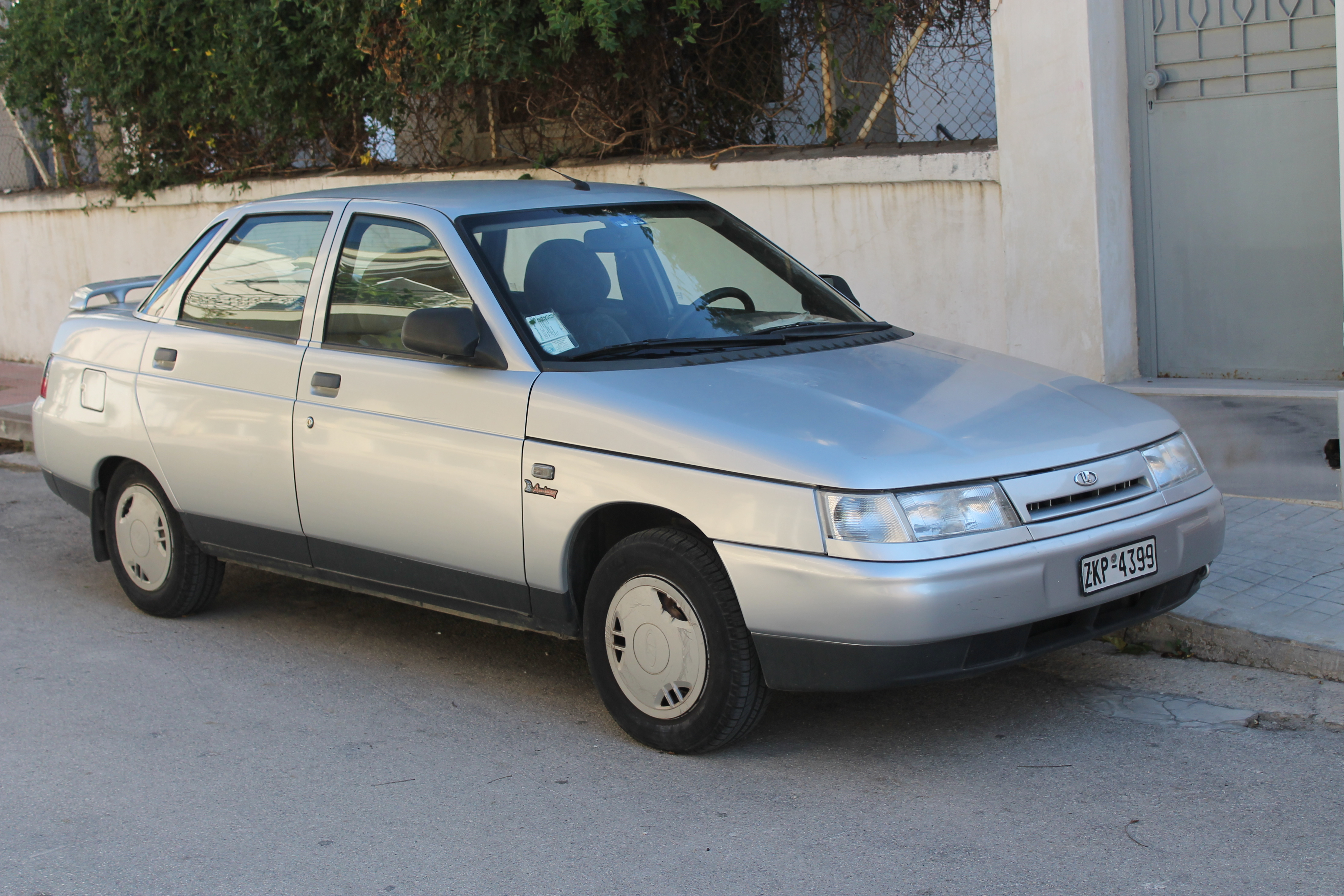
WAZ 2110 (Lada 110)
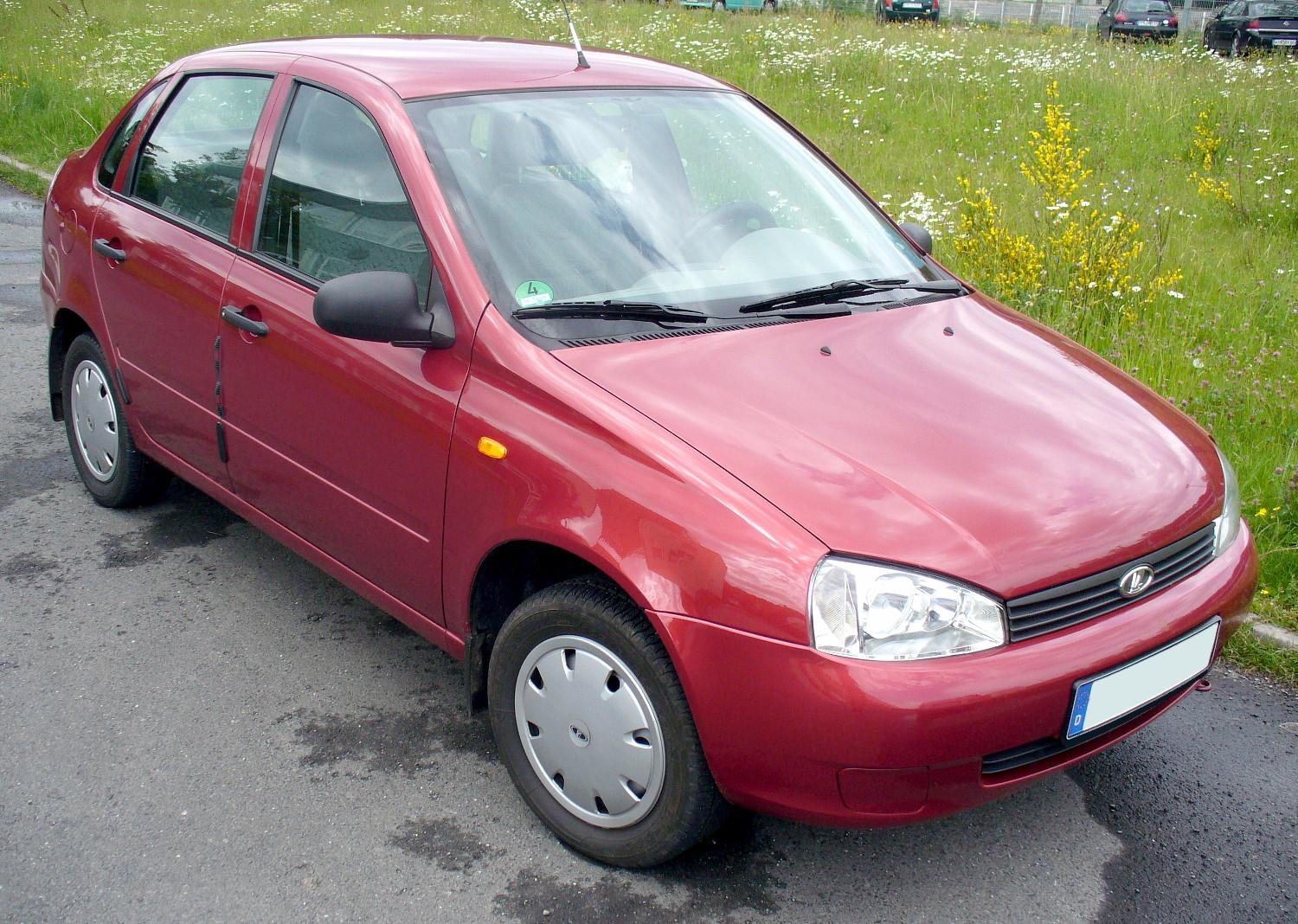
WAZ 1118 (Lada Kalina)
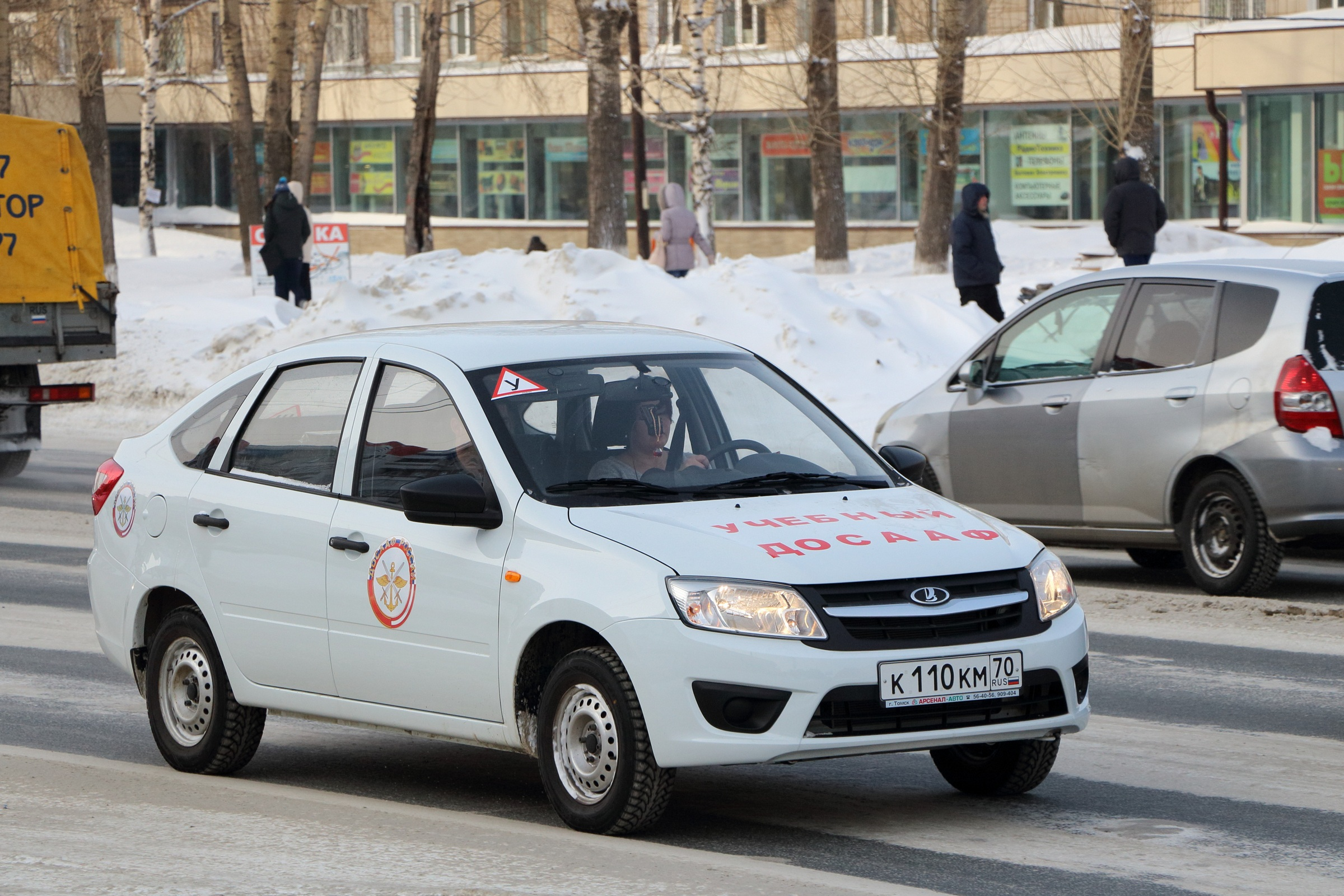
WAZ 2191 (Lada Granta)
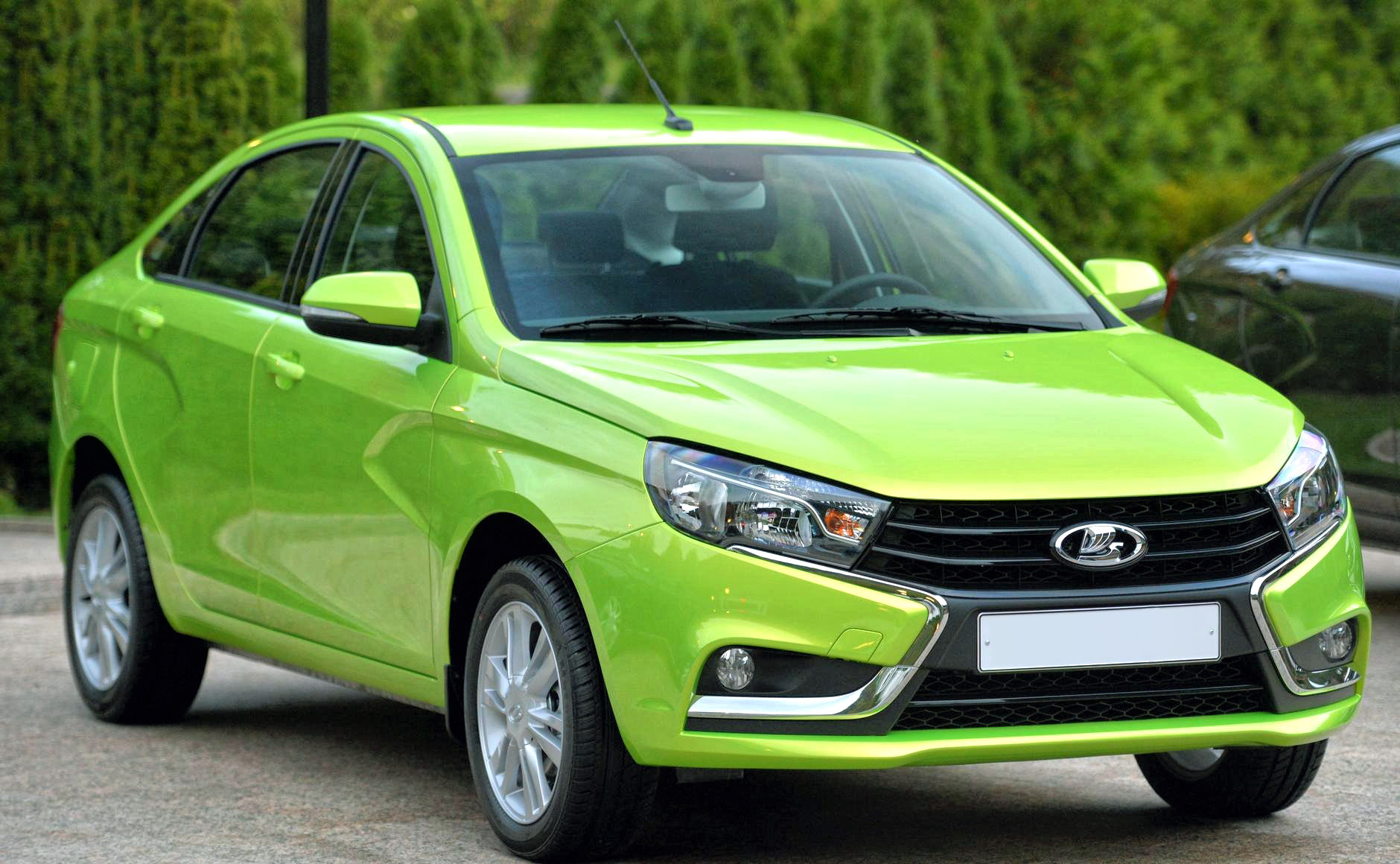
Lada Vesta